# جيل رقائق الثلج

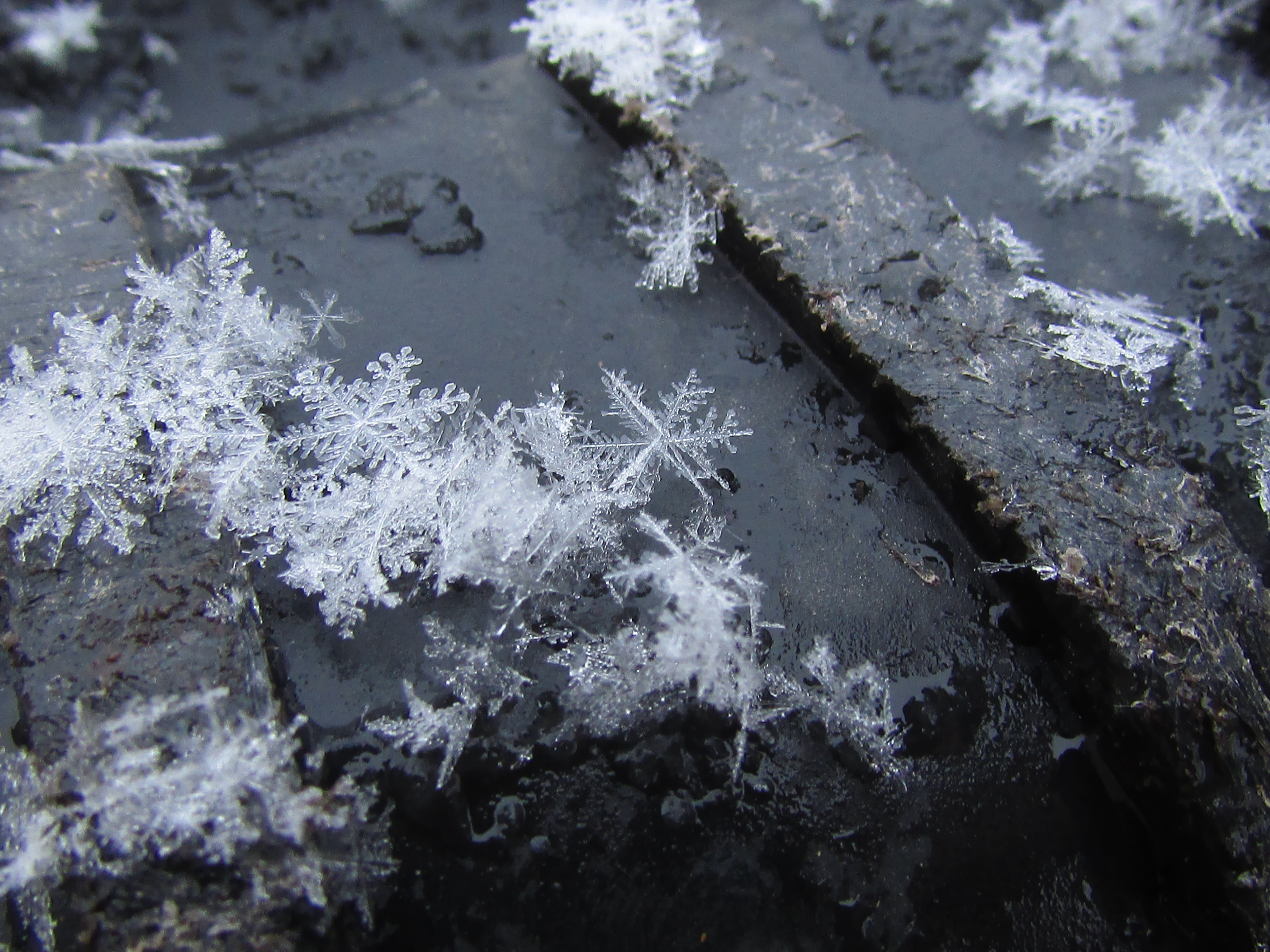

جيل رقائق الثلج أو جيل ندفة الثلج (بالإنجليزية: Generation Snowflake)‏، هو مصطلح حديث في علم الاجتماع يُستخدم لوصف مواليد الجيل الحديث من عام 2010 وما بعده، وذلك كإشارة بأن هذا الجيل هو الأكثر عُرضةً لارتكاب الجرائم والأقل في الانضباطية من الأجيال السابقة، ترجع الأسباب إلى أساليب تربية الأطفال والتعليم، لا سيما التي ترتكز على مبادئ تعزيز النفس غير المدروسة على نحوٍ غير ملائم، مما يجعل هذا الجيل أكثر عرضةً للهزات العاطفيّة وأقل مرونة وتقبل للآخر، وفي موقع ضعيف أمام التحديات والمواقف والمصاعب التي تواجههم في الحياة، وُصف الجيل برقائق الثلج كإشارة إلى تربية الآباء إلى أبنائهم مثل رقائق الثلج حيث يشعر أبناء هذا الجيل بشعور أنه ثمين وخاص ولا مثيل له وأنه مُتفرد بذاته والأفضل بين الجميع.